# Lucie van Mens
Lucie van Mens (ur. 7 marca 1955, zm. 17 lipca 2014) – holenderska działaczka na rzecz walki z AIDS i profilaktyki chorób przenoszonych drogą płciową.
W latach 90. XX wieku prowadziła badania nad problematyką prostytucji. W latach 2005–2009 była menedżerem programu STOP AIDS NOW! Działała na rzecz promocji i dystrybucji prezerwatyw dla kobiet w krajach rozwijających się jako środka zapobiegającego przed zarażeniem wirusem HIV w ramach The Female Health Company (FHC) gdzie pełniła funkcję dyrektora Rozwoju i Wsparcia Programu. Była wykładowcą akademickim Uniwersytetu Erazma w Rotterdamie i Wolnego Uniwersytetu w Amsterdamie.
Zginęła w katastrofie lotu Malaysia Airlines 17 w dniu 17 lipca 2014 r., lecąc w charakterze delegata na 20. Międzynarodową Konferencję AIDS w Melbourne, w Australii.